# Хаџи-Томини
Хаџи-Томини воде порекло од Хаџи-Томе Опулоса (1796-1885), чији зетови и сродници су названи заједничким именом Хаџи-Томини или Хаџи-Томићи. Хаџи-Томини зетови су Јован Ристић, намесник и кнежевског и краљевског достојанства, председник министарског савета (владе), министар иностраних послова, Филип Христић, кнежевски представник (председник владе), капућехаја у Цариграду, генерал Антоније Богићевић, министар војни, рођак Обреновића, Радивоје Милојковић, министар унутрашњих послова, а син Светозар Хаџи-Тома био је ожењен Катарином Герман из породице Герман, рођака Обреновића.
Хаџи-Томини, односно Опулоси пореклом су из Мелника, одакле су се доселили у Земун и Београд. Узели су за крсну славу Светог Николу. У Земуну су почетком XIX века имали више некретнина, између осталих и кафане, као што је „Код дивљег човека”, где је 1806. уочи заузимања Београда, одсео неколико дана војвода Цинцар-Јанко. Власник ове кафане био је Јован Хаџи-Тома из Мелника, а у Земуну је живео у исто време и Михаило Михалаћ Хаџи-Тома.
Хаџи-Тома (1796-1885), београдски велетрговац и поседник, рођен је у Мелнику као Тома Опулос. Као дете са оцем ишао је на хаџилук у Јерусалим након чега је добио назив „хаџи“. Као дечак од 12 година „бежећи од маћехе“ дошао око 1812. у Београд. Убрзо је прешао у Земун код стрица, који га школовао и отворио му кожарску радњу у Београду. Овај посао су водили ортачки до 1854. Стриц није имао потомство.
Хаџи Томина сестра Јелена - Ленка такође је, после Хаџи-Томе, дошла у Београд. Сестра Јелена има потомства.
Хаџи-Тома се оженио Јеленом кћерком Хаџи-Брзака, родоначелника Хаџи-Брзаковића, чија кућа се налазила поред кафане „Знак питања“ у Београду.
Хаџи-Томина радња налазила се у Карађорђевој улици 16. Хаџи Тома умро 19. маја 1885 у 89. години живота.
Хаџи-Тома и Јелена имали су Николу, Светозара, Софију, Даницу, Милеву и Марију.

## Никола Хаџи-Тома
Никола Хаџи-Тома (рођ. 7. октобра 1840), син Хаџи-Томе и Јелене, кћерке Хаџи-Брзака, био је (од 26. августа 1865) ожењен Христином, кћерком др Вука Маринковића (Нови Сад, 1807-1859), лекара, проф. Лицеја, сином новосадског свештеника Константина Косте Маринковића (Нови Сад,1784 - Нови Сад, 1845). Др Вук Маринковић имао је рођеног брата Максима Маринковића, трговца у Новом Саду, чија кћерка, а братаница др Вука Маринковића била је удата за Владимира Јовановића, проф. Лицеја, министра финансија, по мајци унука војводе Остоје Спужића. Њихов син је био академик проф. др Слободан Јовановић, председник југословенске владе у избеглиштву.

## Светозар Хаџи-Тома
Светозар Хаџи-Тома, син Хаџи-Томе и Јелене, кћерке Хаџи-Брзака, био је ожењен Катарином Герман из породице Михаила Германа и Јована Јоаникикија Германа, банкара и агената књаза Милоша.

## Ристићи
Софија, кћерка Хаџи-Томе и Јелене, кћерке Хаџи-Брзака, била је удата за Јована Ристића, намесника кнежевског и краљевског достојанства, председника владе, министра иностраних послова. Слава Ристића је Св. Никола.

## Др Јован Ристић (1831-1899) намесник краљевског и кнежевског достојанства, председник владе, министар
Јован Ристић, намесник кнежевског и краљевског достојанства, председник министарског савета (владе), министар иностраних послова, вођа Либералне странке, и Софија кћерка Хаџи-Томе имали су четири сина и једну кћерку, Николу, Михаила, Милана и Александра.

### Гардијски потпоручник Никола Ј. Ристић
Гардијски потпоручник (1882) Никола Ј. Ристић рођен је јула 1857. у Београду. Завршио 4 разреда основне школе и 4 разреда реалке у Београду. У Паризу завршио трговачку школу а у Берлину 2 године Војне академије. Дошао 1876 као кадет поднаредник у 2 ескадрон коњички учсетвовао у ратовима српско турским. 
Унапређен у коњичког потпоручника 1878.

### Суд. пуковник Милан Ј. Ристић
Судски пуковник Милан Ристић, син Јована Ристића правник, судија војног суда 
био је ожењен Олгом Ристић, рођеном Симоновић, кћерком пуковника Александра Симоновића, коморника краљице Наталије Обреновић, сина др Платона Симоновића, државног саветника. Мајка Олге Ристић, рођ. Симоновић је Милица Симоновић, рођ. Спасић, по мајци унука Лазара Арсенијевића Баталаке из породице Арсенијевић-Поповић.
Суд. пуковник Милан Ј. Ристић и Олга Ристић, рођ. Симоновић имали су сина Јована Ристића, посланика и кћерку Јованку (умрла 1991. без потомства).
Олге Ристић рођ. Симоновић сестра је Јелисавета-Ела Хаџић, рођ. Симоновић, дворска дама, која је била удата за армијског генерала Стевана Хаџића, министра војног.

#### Симоновићи
Отац Олге Ристић, рођ. Симоновић, удате за суд. пуковника Милана Ј. Ристића је пуковник Александар Симоновић, коморник краљице Наталије Обреновић, а син др Платона Симоновића, доктора филозофије, државног саветника професора Ришељеовог лицеја у Одеси.
Др Платон Симоновић, руски државни саветник, дошао је из Одесе са породицом у Србију. Симоновић су пореклом из Требесја код града Никшића, из племена Никшић, а населили су се својим сродницима у Српском Селу код Одесе 1805. године. Наиме, после учешћа у руско-турским ратовима на позив Русије 1788—1789, и покушаја опсаде Никшића, морали су да напусте Требјесе које су након тога Турци разорили. Од 1792 до 1805, договаран је прелазак Требјешана у Русију. Руски цар Александар Први је 1805. доделио Требјешанима земљиште у ненасељеној равници, дан хода на север од Одесе, где су они подигли насеље коме је цар дао име Славјано-Сербскоје, данас Сербка. 1806. Требјешани су укључени у војску генерала Михаила Андрејевића Милорадовића, која је кренула у Влашку, где је заузет Букурешт, у коме су се касније сретали са Карађоревим изасланицима. Требјешани 1812. учествују у одбарни Русије, приликом Наполеонове инвазије. 1820. уписани су у Дворјанску родословну књигу Херсонске губерније.
Др Платон Симоновић је из Одесе дошао у Србију. Његов син је пуковник Александар Симоновић, коморник краљице Наталије, која је такође део детињства провела у Одеси.
Пуковник Александар П. Симоновић био је ожењен Милицом Симоновић, рођ. Спасић, кћерком Стојана Ђ. Спасића и Јелисавете Спасић, рођ. Арсенијевић, кћерке Лазара Арсенијевића Баталаке из породице Арсенијевић-Поповић , односно породице протојереја Атанасија из Буковика, који је на збору у Орашцу 1804. благословио Карађорђа и вође устанка. Преко Јелисавете Спасић, рођ. Арсенијевић, Симоновићи и једна грана Ристића у сродству су са Жујовићима, Данићима, Бучовићима, као и преко њене мајке Стане, чија је тетка била Јованка Јока Ненадовић, рођ. Миловановић кћерка господар Младена Миловановића, у даљем сродству и са Карађорђевићима (преко Ненадовића).
Отац Стојана Спасића је Ђорђе Спасић (око 1792- 1889), трговац из Смедерева, а мајка Јована Марковић (умрла 1841), ћерка Новака Марковића, трговца из Ковина (имали су једног сина и 4 ћерке, 41 унука и 169 праунука-е, односно чукун унука.
Спасићи из Смедерева су породица пуковника и каваљера Татар-Јованче Спасића и Алексе Спасића, председника министарског савета (владе), ожењеног грофицом Ружом Чарнојевић, рођ. Анастасијевић, кћерком капетан Мише Анастасијевића.
Стојан Ђ. Спасић и Јелисавета Спасић, рођ. Арсенијевић, ћерка Лазара Арсенијевића Баталаке, имали су сина Арсу, који је умро врло млад, и три кћерке: Софију Спасић (1845-1929) удату за пуковника Константина - Косту Бучовића (1836—1881), чија кћерка Стана Жујовић, рођ. Бучовић (1865-1889) дворска дама краљице Наталије је била удата за проф. др Јована Жујовића (1856—1936), министра спољних послова, академика, председника Српске академије наука (нису имали деце), другу кћерку Катарину (1843—1902) удату за Нићифора Јовановића Велеслију (1832—1922), чији син је др Будимир Буда Јовановић, министар и ратни херој, као и трећу кћерку Милицу Спасић (1855-1946) удату за пуковника Александра Симоновића (1846—1927), коморника краљице Наталије.
Пуковник Александар Симоновић и Милица Симоновић, рођ. Спасић имали су три кћерке, Олгу Ристић, удата за Милана Ристића, сина Јована Ристића намесника (има потомства), Ружицу - Ружу (умрла 1950) удату за коњичког пуковника Андоновића (умро 1917), (нема потомства) и Јелисавету-Елу Хаџић, рођ. Симоновић (1879-1966), дворску даму, удата за армијског генерала Стевана Хаџића(1868-1931), сина пуковника Светозара Хаџића и Милеве Хаџић рођ. Герман. Армијски генерал Стеван Хаџић и Јелисавета Ела Хаџић, рођ. Симоновић имали су кћерку Олгу (1905—1965) удату за коњичког пуковника Николу Чанића (1897—1986), чија је ћерка Мирјана Чанић-Радојловић.

#### Јован М. Ристић (1898-1979), дипломата
Јован М. Ристић (Београд, 20.12.1898- Јоханезбург, 08. 09.1979), син суд. пуковника Милана Ристића и Олге Ристић, рођ. Симоновић, унук Јована Ристића намесника кнежевског и краљевског достојанства био је дипломата, саветник Министарства иностраних послова Краљевине Југославије и Посланства Краљевине Југославије при Светој Столици у Ватикану,. Јована Ристић је после Другог светског рата проглашен за народног непријатеља, одузето му је држављанство и конфискована имовина.
Решењем Окружног суда у Београду од 31.10.2008. „сада пок. Јован Ристић, бив. из Јоханезбурга је рехабилитован“ и утврђено да су „ништаве од тренутка њиховог доношења одлуке Народног одбора Другог рејона у Београду о проглашењу сада пок. Јована Ристића за народног непријатеља“, па је утврђено да су ништаве све правне последице ових одлука „укључујући и казну конфискације имовине и то: -Решење Среског суда првог рејона за град Београд Конф.927/48 од 14.06.1948. г, Конф. бр.816/46/13 од 18.06.1946, - Решење о одузимању држављанства и ништаван упис одузетог држављанства у одговарајућим матичним књигама, а рехабилитовани Јован Ристић бив. из Београда сматра се неосуђиваним.
Има потомство..

##### Милан и Александар Ј. Ристић
Синови Јована М. Ристића су Милан и Александар Ристић, праунуци Јована Ристића, кнежевског и краљевског намесника. Син Милан Ј. Ристић умро у Јоханезбургу 2008. г и има потомство. Син Александар Ј. Ристић живи у иностранству.

### Александар Ј. Ристић
Александар Ристић, син Јована Ристића.

### Михаило Ј. Ристић
Михаило Ристић, син Јована Ристића правник, судија, председник Апелационог суда, био је ожењен кћерком Марка Стојановића, адвоката, власника куће у Кнез Михаиловој, код Калемегдана, где се данас налази Академија ликовних уметности, Париска 17. Имали су сина Марка и кћерку Олгу. Њихов син је Марко Ристић, песник-надреалиста, опредељен после рата за комунизам, први амбасадор у Паризу ФНРЈ..

#### Марко М. Ристић
Марко Ристић, син Михаила Ристића, председника Апелационог суда, сина Јована Ристића, кнежевског и краљевског намесника, песник, надреалиста, определио се на крају рата за комунизам и био је први амбасадор Титове Југославије у Паризу.
Имао је кћерку Веру.

## Христићи
Даница, кћерка Хаџи-Томе и Јелене, кћерке Хаџи-Брзака, била је удата за Филипа Христића, председника владе, капућехају у Цариграду, министра просвете.

## Филип Христић (1819-1905), кнежевски представник, министар, капућехаја, гув. Н. банке
Филип Христић, кнежевски представник (предсдник владе), капућехаја у Цариграду, министар просвете, син је Карађорђевог бимбаше Христе Ђорђевића родом из Самокова, родоначелника Христића. Христин брат је бимбаша Величко Ђорђевић, родоначелник београдске породице Величковић.
Пошто је рано остао без оца, Филип Христић је био усвојеник, односно живео је и школовао се код српског митрополита Мелентија Павловића, који је, иначе био брат од стрица господара Томе Вучића Перишића. Школовање је наставио као дружбеник „младих бегова“, синова кнеза Милоша, Милана и Михаила. У Београду је завршио Лицеј 1836, да би школовање наставио као државни питомац у иностранству у Бечу и Паризу, где је на Соробни докторирао право.
Филип Христић и Даница Христић (6.1.1835-26.2.1879), рођ. Хаџи-Тома, имали су синове Милана, Јована и Николу и кћерку Ангелину.
Филип Христић је имао сестру Катарину Ђорђевић и брата Саву Христића, чији син је Димитрије С. Христић, адвокат (-1910) који је са Даницом рођ. Илић имао сина Ђорђа Христића и др Милана Д. Христића (ожењеног Јелком Станојевић) и две кћерке Љубицу и Загорку Христић удату за инж. Момчила Мијушковића, сина проф. правног факултета др Драгишу Т. Мијушковића (1858-1903) и Анке Авакумовић, сестре Јована Авакумовића (Баба-Дудићи), чија кћерка проф. др Јованка Калић, редовни члан САНУ.

### Јован Ф. Христић (1859-1918), ген. конзул
Јован Христић, син Филипа Христића, дипломата, генерални конзул. Био је ожењен Маријом Ј. Христић рођ. Фенерели (1874-1950) кћерком цариградског Грка Павла-паше Фернели, лекара и члана султанског медицинског савета.
Имали су сина Павла и кћерку Јелену (1901-1918).

#### Павле Ј. Христић (1899-1950)
Инжењер, хемичар Павле Ј. Христић. Ожењен Бисенијом, кћерком школског надзорника Драгутина Михајловића. 
Њихов син јединац је Јован Вава Христић.
Његов син је Јован Христић, песник, драмски писац и др.

##### Јован Христић (1933-2002)
Јован Христић, песник, драмски писац.

### Милан Ф. Христић, кр. посланик (-1910)
Милан Христић, дипломата, секретара посланства у Цариграду. Био је ожењен Артемизом Христић, рођ. Јоанидес. Развео се од жене која је била љубавница краља Милана, коме је родила ванбрачног сина Ђорђа Христића Обреновића (1889-1925), усвојеника грофа Зичија, рођака кнегиње Јулије Обреновић, рођ. Хуњади.
Милан Христић се други пут оженио пољском племкињом са којом је живео у њеном замку у околини Кракова.
Милан Христић и Артемиза Христић, рођ. Јоанидес имали су сина Филипа и две кћерке.

#### Филип М. Христић
Филип (Пипа) М. Христић, син Милана Христића и Артемизе Јоанидес живео је у Енглеској.

### Манојло Марић (1841-1882), министар
Манојло Марић (1841-1882), директор рудника у Крупњу, министар грађевина (1875) је био ожењен Ангелином Ф. Христић
Имали су сина Милана М. Марића (1878-1898), правника.

## Радивоје Милојковић (1832-1888), министар унутрашњих послова, потпредседник Држ. савета
Милева, кћерка Хаџи-Томе и Јелене, кћерке Хаџи-Брзака, била је удата за Радивоја Милојковића, министра унутрашњих послова, државног саветника, потпредседника Државног савета.
Имали су сина Милана и кћерку Зорку.

### војно-суд. потпуковник Милан Р. Милојковић (1869-1936)
Војно-судски потпуковник Милан Р. Милојковић (1869-1936) је син Радивоја Милојковића и унук Хаџи Томе. Имао је кћерку Зору.

### арт. тех. пуковник Дамјан С. Влајић (1854-1944)
Зорка Влајић (1864-1953) рођ. Р. Милојковић кћерка Радивоја Милојковића и унука Хаџи Томина била је удата за арт. тех. пуковника Дамјана С. Влајића (1854-1944).
Имали су сина Божидара и кћерку Даницу.

#### Божидар Д. Влајић (1888-1974)
Божидар Боka Д. Влајић (1888-1974)син пуковника Дамјана Влајића и Зорке Р. Милојковић, унук Радивоја Милојковића а пранунук Хаџи Томин, био је ожењен Зором (1893-1949), кћерком Р. Милошевића. Умро је у Лондону 1974.

#### Даница Д. Влајић (1898-1933)
Даница Д. Влајић (1898-1933) је кћерка пуковника Дамјана Влајића, а унука Радивоја Милојковића.

## Богићевићи
Марија, кћерка Хаџи-Томе и Јелене, кћерке Хаџи-Брзака, била је удата за генерала Антонија Богићевића, министра војног, унука војводе Антонија Богићевића, блиског рођака краља Милана Обреновића.

## Генерал Антоније Богићевић, министар
Генерал Антоније Богићевић, ујак краља Милана у другом колену, и Марија Богићевић имали су сина Божидара и кћерке Јелену и Стану.

### Капетан Божидар А. Богићевић
Божидар Богићевић, официр. Нема потомства.

### генерал Милутин Мариновић, министар, војни аташе
Јелена Мариновић, рођ. Богићевић била је од 1912. удата за генерала Милутина Мариновића, министра војног, проф. Војне академије, војног изасланика у иностранству. Генерал Милутин Мариновић (1861-1941), син Петра Мариновића, среског начелника и Данице рођ. Синђелић, завршио је Нижу и Вишу школу Војне академије у Београду, официрску школу Оронијенбаум у Петрограду, и генералштабну припрему. Као министар војни извршио је 1910. наоружавање војске митраљезима „максим“. Био је прво ожењен Јеленом Ленком, кћерком Јеврема Андоновића, министра правде..
Хаџи-Томини обједињују Богићевиће, Ристиће, Христиће, Милојковиће, а у сродству су са Германима и др.
Због великог броја зетова на угледним положајима, стари Хаџи Тома добио је надимак „правитељствени таст“ (таст владе)..
Један унук Јована Ристића, кнежевског и краљевског намесника по сину Милану, а праунук Хаџи-Томе, Јован М. Ристић, дипломата, после Другог светског рата проглашен је за народног непријатеља, одузето му је држављанство и конфискована имовина.
Решењем Окружног суда у Београду од 31.10.2008. „сада пок. Јован Ристић, бив. из Јоханезбурга је рехабилитован“ и утврђено да су „ништаве од тренутка њиховог доношења одлуке Народног одбора Другог рејона у Београду о проглашењу сада пок. Јована Ристића за народног непријатеља“, па је утврђено да су ништаве све правне последице ових одлука „укључујући и казну конфискације имовине и то: -Решење Среског суда првог рејона за град Београд Конф.927/48 од 14.06.1948. г, Конф. бр.816/46/13 од 18.06.1946, - Решење о одузимању држављанства и ништаван упис одузетог држављанства у одговарајућим матичним књигама, а рехабилитовани Јован Ристић бив. из Београда сматра се неосуђиваним.
Други унук Јована Ристића, по сину је Марко Ристић, писац надреалиста и комуниста, био је први амбасадор ФНРЈ у Паризу. Новембра 1944. године, када су вршене одмазде над политичим противницима у Београду. Марко Ристић је у Политици, која је недавно пре тога објавила списак првих 100 стрељаних Београђана, писао: „Заједно са кољачима и агентима и они које је до јуче Беогад сматрао својим угледим грађанима (...) победоносни народ почео је веђ да уништава. Српски народ може ту срамоту, ту прљавштину да спере са себе једино једин бескомпромисним уништавањем свих оних услова који су ту прљавштину омогућили, једним потпуним чишћењем свега оног што је тај гад услови и излучило (...) Праштање и заборављање било би криминал према части и срећи народа... тешко онима који тој срећи хоће да стану на пут“.
- Списак најистакнутијих српских породица у Кнежевини и Краљевини Србији
- Јован Ристић
- Филип Христић
- Марко Ристић
- Јован Христић

1. ↑  По казивању Зорке Влајић, Д. Поповић, О Цинцарима, Београд 1937, стр. 399.
2. ↑  Вид. Српске новине“ 19. мај 1885.
3. ↑  Вид. Душан Ј. Поповић, О Цинцарима, Београд 1937, стр. 469.
4. ↑  Биографије поп-Косте Маринковића и др Вука Маринковића вид у Милан Ђ. Милићевић,Поменик знаментих људи у српског народа новијег доба, Београд, 1979, 322-324
5. ↑  Вид. Братислава Костић, Ново гробље у Београду, Београд 1999, стр. 82. и 54.
6. ↑  Вид. МКУ Стари град-мат. подр. Београд, тек. бр. за 1968. г и тек. бр.36 за 1995. г и МКУ Палилула-мат. подр. Београд, тек. бр.84 за 1946. г, МКУ Савски венац-мат. подр. Београд тек. бр.972 за 1966. г и по казивању Мирјане Чанић Радојловић, праунуке Милице Симоновић
7. ↑  Љубивоје Церовић, Срби у Молдавији, Београд 1997.
8. ↑  Вид. Братислава Костић, Ново гробље у Београду, Београд 1999, стр. 135., види реф. код Јована и Милана Ристића и по казивању Мирјане Чанић Радојловић
9. ↑  Вид. МКР Општине Савски венац под тек. бр.77 за годину 1898.
10. 1 2  Рех. бр.222/06 Окружни суд Београд; Јелица Илић, адвокат из Смедерева, као пуномоћник Ристић Александра, Јужна Африка и Мирјане Чанић Радојловић, Београд
11. ↑  Вид. Радован Поповић, Сјајно друштванце, Прича о српским надреалистима, Београд 2006, стр. 9.
12. ↑  Милан Јовановић Стојимировић, Силуете старог Београда, Београд 1971, стр. 63.
13. ↑  М. Бјелајац, Генерали и адмирали војске Краљевине Југославије, Београд 2004, стр. 204.
14. ↑  Слободан Јовановић, Влада Милана Обреновића, Сабрана дела, књ. 4, Београд 1990, стр. 98.